# Shirley O'Hara
Shirley O'Hara (Rochester, Minnesota, 15 de agosto de 1924 - Calabasas, California, 13 de diciembre de 2002) fue una actriz estadounidense. Apareció en numerosas películas desde la década de 1940 hasta la década de 1980.

## Biografía
O'Hara nació en Rochester, Minnesota en 1924 y se graduó del Rochester High School en 1942.  Después de graduarse, trabajó en tres cines de en el centro de Rochester.
Después de graduarse, O'Hara se trasladó a Hollywood. Su trabajo como ascensorista en Saks Fifth Avenue, le produjo entrar en contacto con personas que trabajaban en el cine, y firmó un contrato con RKO Pictures cuando tenía dieciocho años. Comenzó su carrera como actriz en 1943. Su debut cinematográfico fue en el musical de Kay Kyser Around the World (1943). Otras películas en las que actuó incluyen Tarzan and the Amazons, The Chase, Higher and Higher y Ghost Ship (1952). 
La figura física de O'Hara le permitió interpretar su papel en Ghost Ship como resultado de un proceso que tuvo lugar en la edición de la revista Life del 13 de septiembre de 1943. RKO realizó una competición para elegir a la chica con la mejor silueta para la película, porque la protagonista era vista como una silueta.
Durante la Segunda Guerra Mundial, recibió el premio Support for America, reconociendo sus esfuerzos realizados en la Hollywood Canteen.
También actuó en varias series de televisión durante la década de 1950, incluyendo Fireside Theatre, Gunsmoke, The Millionaire, Racket Squad y Dragnet. En 1970, O'Hara apareció como Mrs. Drew en la serie Western de televisión El virginiano en el episodio "The Mysterious Mr. Tate". 
A principios de la década de 1970, fue nombrada directora de relaciones públicas para The Burbank Studios. En 1973, interpretó a Mrs. Malone, una profesora de colegio nocturno, en el episodio de la cuarta temporada "Two Wrongs Don't Make a Writer" de The Mary Tyler Moore Show. Apareció en tres episodios de The Bob Newhart Show como secretaria temporal, Debbie Flett. También actuó en las películas Duel (1971) y Rocky. Miembro de los Publicists Guild, se retiró en 1995. 

## Vida personal
O'Hara se casó con Jimmy McHugh Jr. y vivieron en Inglaterra, donde él dirigía la sucursal londinense de Music Corporation of America. Tuvieron un hijo Jimmy McHugh III, pero posteriormente se divorciaron. Su segundo matrimonio tuvo lugar con Milton Krims.

## Muerte
El 13 de diciembre de 2002, O'Hara murió en el Motion Picture Hospital en Calabasas, California de complicaciones de la diabetes a los 78 años.

## Filmografía
- Gildersleeve on Broadway (1943) - Modelo (sin acreditar)
- Government Girl (1943) - Chica en vestíbulo de hotel (sin acreditar)
- Around the World (1943) - Shirley (sin acreditar)
- Higher and Higher (1943) - Dama de honor (sin acreditar)
- The Ghost Ship (1943) - Hermana de Ellen (sin acreditar)
- The Falcon Out West (1944) - Chica con cheque de sombrero (sin acreditar)
- Seven Days Ashore (1944) - Chica en banda (sin acreditar)
- Show Business (1944) - Chorine (sin acreditar)
- Step Lively (1944) - Louise, 'hija' en ensayo (sin acreditar)
- Three Is a Family (1944) - Janet (sin acreditar)
- Tarzan and the Amazons (1945) - Athena
- Cuban Pete (1946) - Chica (sin acreditar)
- The Runaround (1946) - Azafata (sin acreditar)
- Lover Come Back (1946) - Corista (sin acreditar)
- The Chase (1946) - Manicurista
- Love Laughs at Andy Hardy (1946) - Universidad mixta (sin acreditar)
- Bells of San Fernando (1947) - Nita
- Ghost Ship (1952)